# Edward Percy Moran
Edward Percy Moran (Filadelfia, EE. UU., 29 de julio de 1862 — Nueva York, EE. UU., 1935) fue un pintor estadounidense famoso por sus obras sobre la historia de su país.
Fue hijo del también pintor Edward Moran, quien emigró desde el Reino Unido en 1844 con su familia y se establecieron en la capital de Pensilvania. Estudió con su padre, en la Pennsylvania Academy of Fine Arts y en la National Academy of Design. Los temas de sus obras fueron, principalmente, episodios de la historia de Estados Unidos. Murió en Nueva York en 1935.
Su hermano Leon Moran, nacido en 1864, sus tíos Peter y Thomas Moran, así como su primo Jean Leon Gerome Ferris fueron también destacados artistas.

## Galería
|                |
| A Fair Puritan |

|                                                                |
| Firmando el Pacto del Mayflower, ca. 1900, Pilgrim Hall Museum |

|                        |
| Batalla de Bunker Hill |

|            |
| Betsy Ross |